# Cornelis de Leeuw
Cornelis de Leeuw (Edam, 1613 - Amsterdam (?), 1664 of 1665) was een Barokcomponist, boekhandelaar en uitgever uit de Republiek der Zeven Verenigde Nederlanden.

## Leven en werk

### 1613-1650
Cornelis de Leeuw ondertrouwde op 18 december 1643 in Amsterdam met Teuntie de la Tombe. Hij was zwager van de remonstrantse predikant Nicolaes Borremans.
Hij componeerde de driestemmige zetting van het al uit de middeleeuwen daterende kerstlied Een kindeken is ons gheboren, waarschijnlijk voor kinderstemmen. Blijkbaar werd het zo populair dat de katholieke Engelse componist John Bull, in ballingschap in Antwerpen, wel drie keer variaties voor klavier over dit lied componeerde. Het lied van de Leeuw werd in 1644 in Amsterdam gepubliceerd in het Livre Septiesme.
Hoewel De Leeuw aanleg had voor muziek, begon hij een boekhandel waartoe hij eerst zijn leertijd bij Jacob Colom in Amsterdam diende door te brengen. Hij vercierde ondertussen, in 1646, de boetepsalmen David's Tranen van Joost van den Vondel met vierstemmige Musyck, en een Basso Continuo  en zette daarnaast ook teksten van Hugo de Groot op muziek.
In dienst van Colom verzorgde hij in 1647 de muziek van een nieuwe uitgave van de Stichtelycke Rymen van de remonstrantse dichter Dirk Rafaelszoon Camphuysen. Camphuysens melodieën waren regelmatig onderhevig aan periodieke revisie en/of meerstemmige bewerking. Cornelis de Leeuw bewerkte het jaar voordien al een aantal liederen in de stijl van het concerterende motet voor drie tot acht stemmen. Van deze in 1646 uitgegeven bundel is alleen de basso continuo bewaard. In de uitgave van 1647 van Camphuysens verzen staat Christelycke klachte: traen oogen traen in een vierstemmige zetting, gebaseerd op John Dowlands Lachrimae-pavane. Zettingen van Christelycke plicht-rymen verschenen ook in 1648-1649. Die bundel valt op door de verzorgde en gevarieerde melodienotatie. Ook vindt men er verschillende canons; één lied is driestemmig gezet. Het is echter bij één uitgave gebleven.
In 1648 of 1649 werd De Leeuw broeder van het Amsterdamse boekverkopergilde. Vanaf 1648 dreef hij zijn handel in het perceel van zijn vroegere baas, op het Water tegenover de Koorn-Beurs in het Muziekboek (en vanaf 1649 in den Stuurman).
In 1649 en 1650 werd hem een octrooi verleend op zijn psalmboeken. Uit een advertentie in de Courante uyt Ialien van oktober 1650 blijkt dat al in dat jaar een uitgave het licht zag die nog in 1790 bekend was bij de Nijmeegse organist P. Beyen. Vóór 1650 worden de psalmen traditiegetrouw genoteerd met sopraan-, alt- of tenorsleutel. Hij had de psalmen gezet, geheel op Musyk Noten en eenen Sleutel (te weten de C. Sleutel staende altijt op de middelste linie) om de moeyelickheyd van veranderen Wegh te nemen en van alle fouten gesuyvert: hij gebruikte dus uitsluitend de altsleutel met of zonder mol, hetgeen ook een kenmerk is van de revisies die in 1656 en 1658, op naam van Jan Pietersz uitgegeven. De Leeuws notatiewijze wordt binnen een enkel decennium vrijwel universeel nagevolgd en wordt de maatgevende versie wat betreft de melodienotatie, wat er duidelijk op wijst dat daaraan een behoefte heeft bestaan. Die behoefte zou overigens heel wel met de dan opkomende orgelbegeleiding te maken kunnen hebben. Bij onbegeleide uitvoering is transpositie van de genoteerde omvang naar een zingbare omvang geen probleem, maar de begeleidende organist is gebaat bij een notatie van de psalmmelodieën in een constante omvang; dat is precies de wijziging die De Leeuw doorvoerde: in zijn systeem worden alle psalmmelodieën immers in de altsleutel genoteerd. Later die eeuw komen er ook psalmboeken met vioolsleutel, al blijft de altsleutel de standaard. De octrooien die De Leeuw in 1650 zijn verleend, werden voor 1658 echter ingetrokken onder het voorwendsel dat hij zijn redactie aan anderen ontleend had. Zijn psalmnotatie is nog in de twintigste eeuw de vigerende geweest in de Nederlandse Hervormde Kerk en bij die kerkgenootschappen welke gebruikmaken van de psalmdrukken van de Bijbelcompagnie. Tot aan de ingebruikneming van de psalmberijming van 1773, werd De Leeuws naam steevast op het titelblad gedrukt. Vele psalmboeken uit de tweede helft van de zeventiende en de achttiende eeuw bevatten het één pagina grote Musyck-Onderwys van De Leeuw.

### 1650-1665
Uit 1652 stamt een merkwaardige bundel met psalmen, lofzangen en geestelijke liederen, te Amsterdam gedrukt door de Leeuw voor de Nederlandse doopsgezinden in de Noord-Duitse diaspora: Emden, Hamburg en Danzig.
In 1658 woonde hij op de Fluwelen Burgwal, alwaar hij op 5 maart 1660 failliet werd verklaard.
In 1662 komt hij voor als drukproevencorrector van Pers' Bellerophon dat door Willem van Beaumont ter perse werd bezorgd; ook daar blijft zijn naam op het titelblad tot de laatste editie (Amsterdam 1695).
Zijn relatie tot Hendrik Bruno volgt hieruit dat hij diens psalmberijming uitgeeft (in 1656). Ook heeft Bruno waarschijnlijk een lied bij zijn huwelijk gemaakt (Den herstelden Apollos harp, Amsterdam, 1663); van Willem van Heemskerk blijkt zoiets uit de documenten (Bloemkrans van verscheiden gedichten, Amsterdam, 1659).

## Waardering
Hoewel vrijzinnig van denkbeelden, bleef De Leeuw behoren tot de staatskerk; zijn vrijzinnige denkbeelden blijken onder meer uit het feit dat hij in 1652 een nieuwe druk van Camphuysens, voor het eerst anoniem in 1624 verschenen psalmberijming uitgaf en uit zijn Christelycke plicht-rijmen, in 1648 door hem zelf uitgegeven, waarin tevens proeven van zijn muzikale notatieopvattingen en enkele canons te vinden zijn. 
Zijn composities in de bibliotheek van de koning van Portugal zijn met de aardbeving van Lissabon in 1755 verloren gegaan.

## Uitgaven
Een lijst met uitgaven waarbij Cornelis de Leeuw betrokken was, is te vinden op de webstek van Rudolf A. Rasch
- Bibliothèque nationale de France: cb16382863r (data)
- Biografisch Portaal: 84955505
- Digitale Bibliotheek voor de Nederlandse Letteren: leeu035
- Gemeinsame Normdatei: 173627323
- International Standard Name Identifier: 0000 0000 7103 9288
- Library of Congress Control Number: n92116631
- MusicBrainz: 6aa5feb4-ebcd-408b-85bc-4b2f849cd933
- Nationale Bibliotheek van Tsjechië: mzk2009533711
- Nederlandse Thesaurus van Auteursnamen: 070382085
- LIBRIS: 305738
- Virtual International Authority File: 70594808
- WorldCat: E39PBJktttmfXRj74txjWDycfq